# Зелена партия (Румъния)
Зелената партия (на румънски: Partidul Verde) е политическа партия в Румъния, с председател Силвиу Попа.

## Избори
На президентските избори през 2009 година партията издига като кандидат-президент Ремус Черня, който получава 60 539 гласа (0,62 %).